# Torneio de xadrez de Baden-Baden de 1870
O Torneio de xadrez de Baden-Baden (ou, na sua forma portuguesa, de Bade-Bade) de 1870 foi uma competição de xadrez que pode ser considerada como o primeiro evento de alto nível do esporte na Alemanha. Em comparação com o torneio de Londres (1851 e 1862) e Paris (1867), as três principais alterações foram a utilização de relógios para xadrez, com vinte movimentos por hora, empates contando com meio ponto e apenas jogadores de alto nível internacional foram convidados.[carece de fontes?] Dez grandes mestres participaram do evento: Adolf Anderssen, Wilhelm Steinitz, Gustav Neumann, Joseph Henry Blackburne, Louis Paulsen, Cecil De Vere, Samuel Rosenthal, Szymon Winawer, Johannes von Minckwitz e Adolf Stern. O torneio durou de 18 de julho até 4 de agosto de 1870. Ignatz von Kolisch foi o secretário do comitê organizador, o príncipe Mihail Sturdza da Moldávia o presidente, e o escritor russo Ivan Turgenev o vice-presidente.
Na época do torneio, o Segundo Império Francês declarou guerra ao Reino da Prússia, em 19 de julho de 1870. Os estados alemães do sudoeste, incluindo o Grãoducado de Baden, que ficou do lado Prússia e dos aliados da Alemanha do norte. A guerra franco-prussiana chegou perto da cidade, e um incidente internacional quase ocorreu.
O episódio mais sério foi a mobilização de Stern, como um reservista da Bavária, após a quarta rodada do torneio. Assim como Johannes Zukertort, ele lutou na guerra. O término do torneio marcou o início das hostilidades, o som da artilharia podia ser ouvido a uma distância de 30 km da cidade. Anderssen venceu o torneio, ficando Steinitz em segundo e Neumann e Blackburne em terceiro e quarto respectivamente.

## Tabela de resultados[2]
| #  | Jogador                 | 1  | 2  | 3  | 4  | 5  | 6  | 7  | 8  | 9  | 10    | Total |
| 1  | Adolf Anderssen         | xx | 11 | 00 | 1½ | 11 | 1½ | 10 | 10 | 11 | --    | 11    |
| 2  | Wilhelm Steinitz        | 00 | xx | 11 | 0½ | 11 | 11 | 11 | ½1 | ½0 | ½1[3] | 10½   |
| 3  | Gustav Neumann          | 11 | 00 | xx | 1½ | 01 | 01 | 11 | 0½ | 11 | --    | 10    |
| 4  | Joseph Henry Blackburne | 0½ | 1½ | 0½ | xx | 10 | 11 | 1½ | ½½ | 11 | --    | 10    |
| 5  | Louis Paulsen           | 00 | 00 | 10 | 01 | xx | 10 | 1½ | 1½ | ½1 | --    | 7½    |
| 6  | Cecil De Vere           | 0½ | 00 | 10 | 00 | 01 | xx | 01 | 11 | 01 | --    | 6½    |
| 7  | Szymon Winawer          | 01 | 00 | 00 | 0½ | 0½ | 10 | xx | 1½ | 11 | --    | 6½    |
| 8  | Samuel Rosenthal        | 01 | ½0 | 1½ | ½½ | 0½ | 00 | 0½ | xx | 00 | --    | 5     |
| 9  | Johannes Minckwitz      | 00 | ½1 | 00 | 00 | ½0 | 10 | 00 | 11 | xx | 10[3] | 5     |
| 10 | Adolf Stern             | -- | ½0 | -- | -- | -- | -- | -- | -- | 01 | xx    | -     |